# Дорожко, Максим Игоревич
Максим Игоревич Дорожко (род. 3 августа 1998) — российский хоккеист, вратарь.

## Биография
Воспитанник подольского «Витязя», с сезона 2015/16 — игрок команды МХЛ «Русские витязи». Сезон 2018/19 начал в команде ВХЛ «Молот-Прикамье», с 2019 года — в «Ермаке». Через год перешёл в китайский клуб «Чэнтоу». Перед сезоном 2020/21 вернулся в «Витязь», провёл в сезоне один матч — за «Рязань» в ВХЛ. В сезоне 2021/22 сыграл 19 матчей. Со следующего сезона — основной вратарь «Витязя» в КХЛ. 25 июня 2025 года был обменян в «Амур».